# Patrik Sundberg
Sven Nils Patrik Sundberg (ur. 9 grudnia 1975 w Österåker) – szwedzki narciarz, specjalista narciarstwa dowolnego. Jego największym sukcesem jest srebrny medal w jeździe po muldach podwójnych wywalczony podczas mistrzostw świata w Whistler. Jego najlepszym wynikiem olimpijskim było 14. miejsce w jeździe po muldach na igrzyskach olimpijskich w Nagano. Najlepsze wyniki w Pucharze Świata osiągnął w sezonach 1998/1999 i 1999/2000, kiedy to zajmował 51. miejsce w klasyfikacji generalnej.
W 2002 roku zakończył karierę.

## Osiągnięcia

### Igrzyska olimpijskie
| Miejsce | Dzień     | Rok  | Miejscowość    | Konkurencja      | Zwycięzca     |
| ------- | --------- | ---- | -------------- | ---------------- | ------------- |
| 14.     | 11 lutego | 1998 | Nagano         | Jazda po muldach | Jonny Moseley |
| 22.     | 12 lutego | 2002 | Salt Lake City | Jazda po muldach | Janne Lahtela |

### Mistrzostwa świata
| Miejsce | Dzień       | Rok  | Miejscowość | Konkurencja                 | Zwycięzca       |
| ------- | ----------- | ---- | ----------- | --------------------------- | --------------- |
| 41.     | 10 marca    | 1999 | Meiringen   | Jazda po muldach            | Janne Lahtela   |
| 17.     | 14 marca    | 1999 | Meiringen   | Jazda po muldach podwójnych | Johann Grégoire |
| 45.     | 19 stycznia | 2001 | Whistler    | Jazda po muldach            | Mikko Ronkainen |
| 2.      | 21 stycznia | 2001 | Whistler    | Jazda po muldach podwójnych | Stéphane Yonnet |

### Puchar Świata

#### Miejsca w klasyfikacji generalnej
- sezon 1994/1995: 78.
- sezon 1995/1996: 97.
- sezon 1997/1998: 64.
- sezon 1998/1999: 51.
- sezon 1999/2000: 51.
- sezon 2000/2001: 85.
- sezon 2001/2002: 69.

#### Miejsca na podium
Sundberg nigdy nie stanął na podium zawodów PŚ.